# My Answer
「My Answer」（マイアンサー）は、Cellchromeの楽曲。バンドの6枚目のシングルとして2019年8月14日にビーイングから発売された。

## 解説
TSUTAYA「東海キャンペーン」CMソングとして起用された表題曲はMizkiが自分自身の経験や体験、想いに向き合い、そこから生まれた歌詞をメロディに融合させており、生きていく中でそれぞれが感じること、答え、そして希望を持つことの大切さをストレートに歌ったバンド初のロックバラードとなった。

## 収録曲

### 初回限定盤、セルクロ盤A、セルクロ盤B
CD
1. My Answer
作詞：Mizki、夏ノ芹子　作曲・編曲：田中俊亮
2. 打ち上げ花火 
作詞：Mizki、トミタカズキ　作曲・編曲：トミタカズキ

DVD（初回限定版）
1. My Answer（Music Video＋Making）

DVD（セルクロ盤A）
2019.1.4 名古屋CLUB QUATTRO「ONE-MAN SHOW 2019」
1. Shake It On
2. She's So Nice
3. 120%～BOOM BOOM SUMMER～
4. Everything OK!!
5. Don't Let Me Down

### 通常盤
CD
1. My Answer
2. 打ち上げ花火
3. My Answer (inst.)
4. 打ち上げ花火 (inst.)

### フレンズ盤
1. My Answer